# Roganova Postila
Roganova Postila je prekomursko-kajkavski rukopis iz 17. stoljeća iz južnog Prekomurja. Pisao ga je Andraš Rogan, koji je bio vjerojatno svećenik ili licencijat. Jezik rukopisa ponajviše je kajkavski. Zapravo je transkripcija Postile Antuna Vramca, koja je bila dobro poznata među prekomurskim Slovencima.
Slovenci iz Vramčeve Postili ili Krajačevićevog lekcionara su čitali na misama. Rogan je imao Postilu u Dokležovju, u mjestu njegove službe. Nekoliko stranica je falilo u Postili, zbog toga Rogan je popunio sa svojim rukopisom. Iako je jezik ove rukopisne Postile kajkavski, Rogan upisuje i prekomurske elemente, kao zapis diftonga (neimi, neimoga, veiti, dijka...). Kajkavski književni jezik nije koristio diftonge, iako ih neka kajkavska narječja koriste.
Rogan ima i svoj latinski potpis u rukopisu: Scriptum per me Andream Rogan Anno 1676 die 9 8bris, Deklesini.